# Ruderclub Grenzach

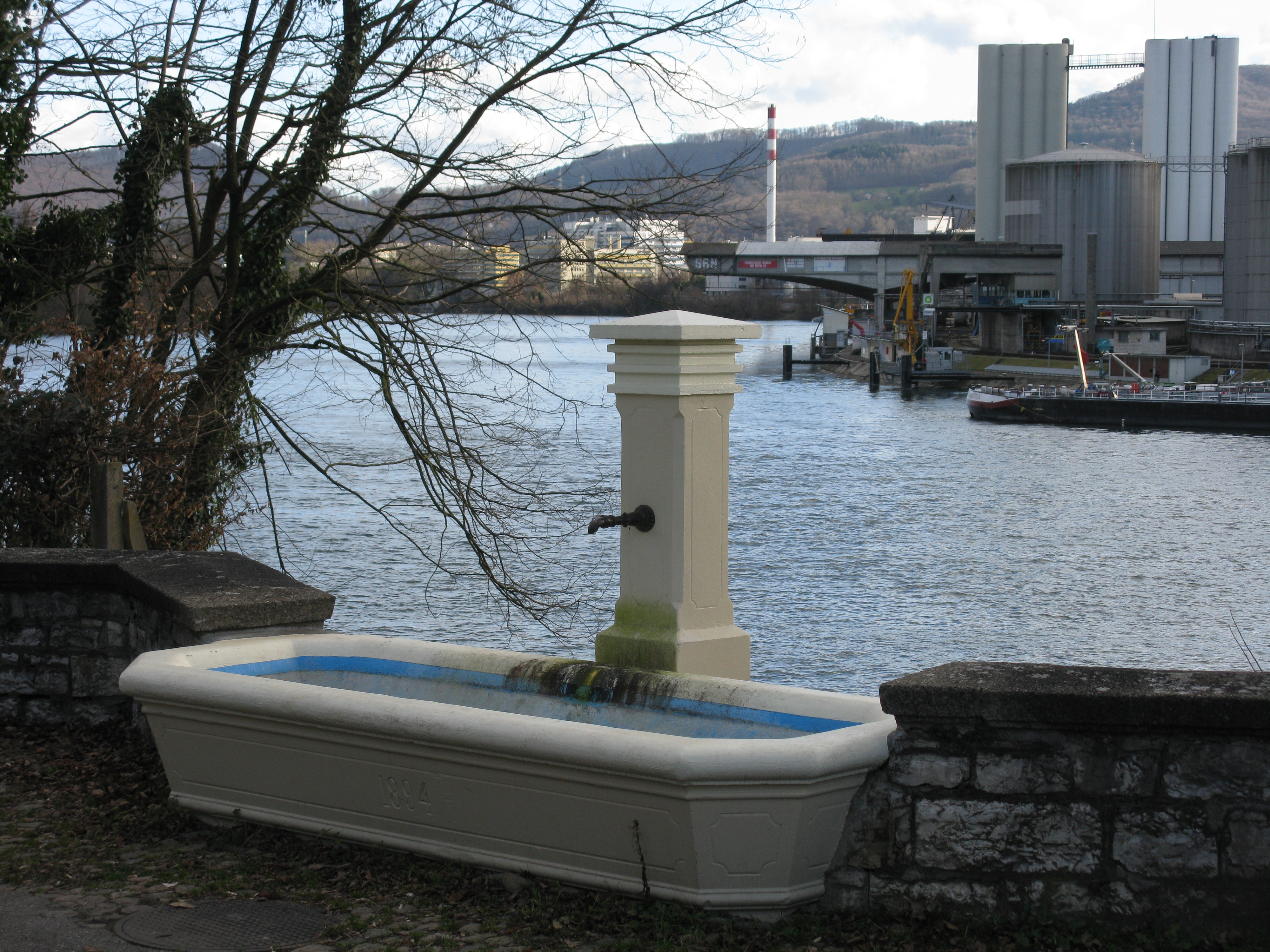
Blick südlich des Vereinsgeländes auf Rhein und den Auhafen Muttenz

Der Ruderclub Grenzach e. V. (RCG) ist ein deutscher Ruderverein, seit der Gründung am 9. Februar 1955 im heutigen Grenzach-Wyhlen beheimatet ist und damit zur kleinen Gruppe der Nachkriegsgründungen im westdeutschen Rudersport gehört. Der Verein ist Mitglied im Deutschen Ruderverband (DRV) und im Landesruderverband Baden-Württemberg (LRVBW) sowie im Deutschen Drachenbootverband (DDV)

## Beschreibung
Rudersportlich ist der RCG primär im Breitensport aktiv. Es wird Pararudern für geistig behinderte Jugendliche angeboten.
Das Bootshaus liegt am Hochrhein bei Basel direkt an der Grenze zur Schweiz, die bei jeder Ausfahrt überquert wird. 
Zu den jährlichen Höhepunkten im Vereinsleben gehören die RCG-Drachenboot-Regatta sowie das Achter-Verfolgungsrennen „BaselHead“. Letzteres veranstaltet der Club in Partnerschaft mit vier Nachbarvereinen aus drei Ländern. Der RC Grenzach zählt nach eigenen Angaben im Jahr 2016 rund 220 Mitglieder.

## Erfolge
Der ehemalige Leichtgewichtsruderer Thomas Melges startete in seiner aktiven Zeit für den Verein, er nahm unter anderem dreimal an Weltmeisterschaften teil und gewann Gold im leichten Doppelvierer bei der WM 1989, eine WM-Bronzemedaille 1992 und insgesamt fünf Deutsche Meisterschaftstitel. Zurzeit (2016) ist Simon Niepmann ein erfolgreiches Mitglied. Der Olympiasieger von Rio de Janeiro (2016), mehrmalige Europa- und Weltmeister sowie Olympia-Fünfte 2012 im leichten Vierer-ohne startet allerdings für die Schweiz.
Seit Mitte der neunziger Jahre treibt der RCG auch Drachenbootsport; der entsprechenden Abteilung gehören international erfolgreiche Paddlerinnen wie Séverine Probst, Susanne Gathmann, Alexandra Kowatzki und Manja Heyn an. National startet der RCG als „Hornfelse-Drache“, nach dem Weinberg am Ortseingang genannt. Zu den weiteren Erfolgen des Clubs bei Welt- und Europa-Meisterschaften beigetragen hat der Schweizer Altersklassen-Kanute Max Flückiger. Der Club stellt im Paddel- und Rudersport ferner internationale Funktionäre und z. B. Kommentatoren.